# 门捷列夫全苏计量科学研究院
门捷列夫全苏计量科学研究院是苏联的国家计量院。

## 历史

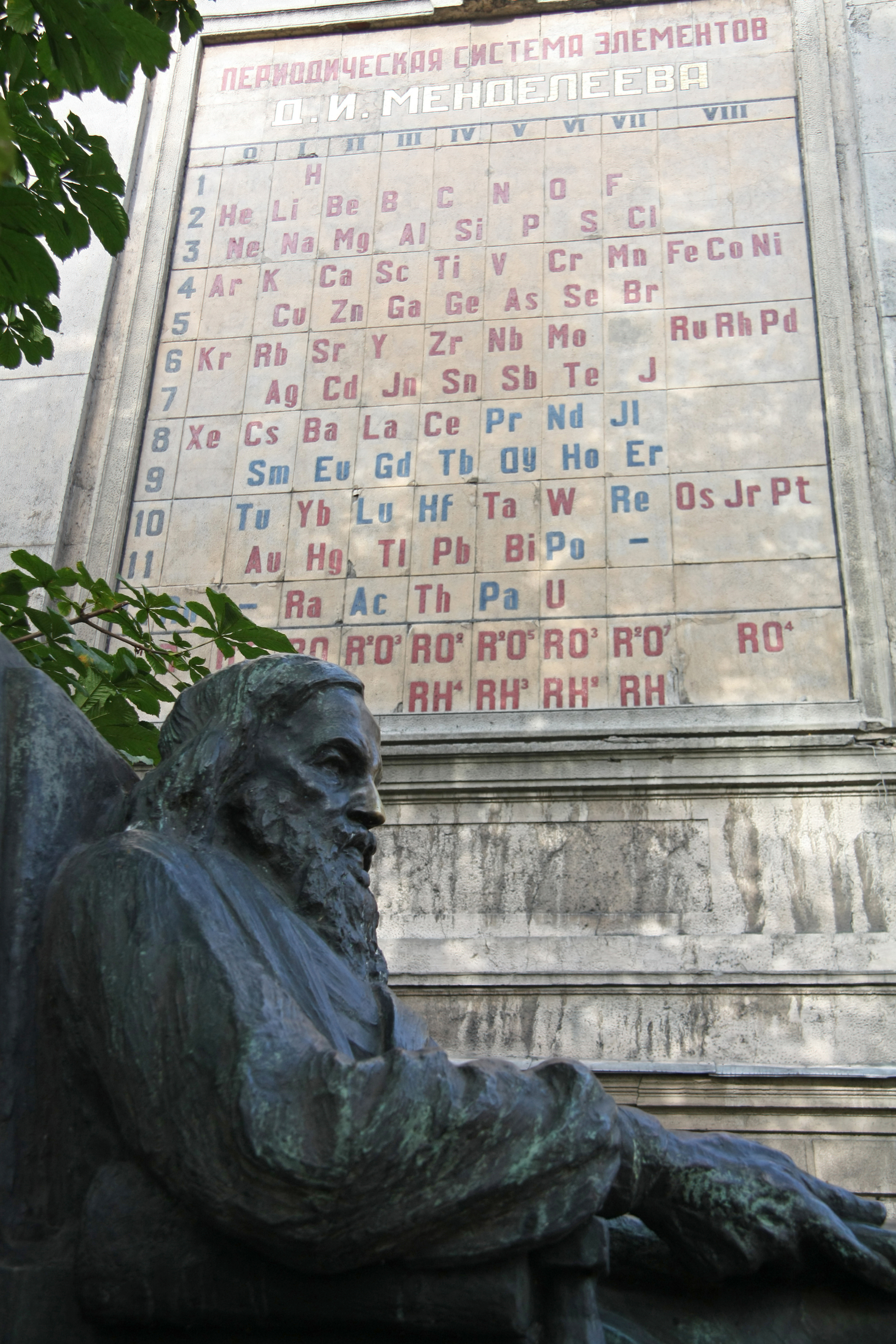
门捷列夫雕像及化学元素周期表

1827年组建了度量衡规范委员会。1832年改为俄国度量衡统一促进委员会。沙皇尼古拉一世1835年立法度量衡标准化。1842年6月4日通过的1835年度量衡法案的补充条例要求在全俄各地复制标准度量衡器。为此1842年6月16日创建了仿制國際度量衡局的规范度量衡站，负责人是阿道夫·西奥多·库普弗。第二任负责人是格鲁霍夫。当时设在圣彼得堡的彼得保罗要塞。
1892，门捷列夫出任第三任负责人。1893年该机构改组为“度量衡总局”。1894年开始出版学术刊物《Vremennik Glavnoi Palaty mer i vesov》。1899年俄国开始引进米制，至1918年完成。
1917年十月革命后，计量总院隶属于贸易和工业人民委员部。1920年10月19日苏俄人民委员会的法令，将其转移到科学部门——最高国民经济会议技术司。 1922年通过了新的《总院组织条例》，分为计量和校准两个部门。1922年至1929年，总院负责人是门捷列夫的学生和继任者科诺瓦洛夫院士。1931年，计量总院更名为全苏计量与标准化科学研究院（VIMS），1934年更名为全苏计量科学研究院（VNIIM）。1945年1月10日以科学家、科学计量奠基者——德·伊·门捷列夫命名。院内建有门捷列夫雕像。
二战后，由季霍季耶夫、尤丁、亚诺夫斯基、科洛索夫等科学家领导。1956年后阿鲁久诺夫任院子。1975年后为尤里·瓦西里耶维奇·塔尔比耶夫。
在战后时期，研究所的部门由在俄罗斯计量史上留下显着印记的实践研究人员领导。其中包括技术科学博士 V.G.Makhrovsky 教授 - 世界上唯一的 12 米测量机 VNIIM 的创造者之一，随着它的发展，解决造船和机械工程中零件的精确测量问题成为可能。 Viktor Makhrovsky 于 1939 年至 1956 年在该研究所工作，负责基础单位和机械测量部门。 V.G.Makhrovsky 的肖像被放置在 V.G. DI 门捷列夫，他为计量学的发展做出了重大贡献 [2] [3] [4]。
1977年改制为“门捷列夫全苏计量科学研究院科研生产联合体”。1977年，作为国家海洋研究计划的一部分，成立罗蒙诺索夫分部。
1994年从非营利组织改组为“以门捷列夫命名的全俄计量科学研究院”国有企业，被授予俄罗斯联邦国家科学中心地位.
2004年，根据俄罗斯联邦总统令，被列入《战略企业和战略股份公司名单》。
现任执行院长Anton N. Pronin，副院长Yury A. Kustikov博士，Mikhail V. Okrepilov博士。

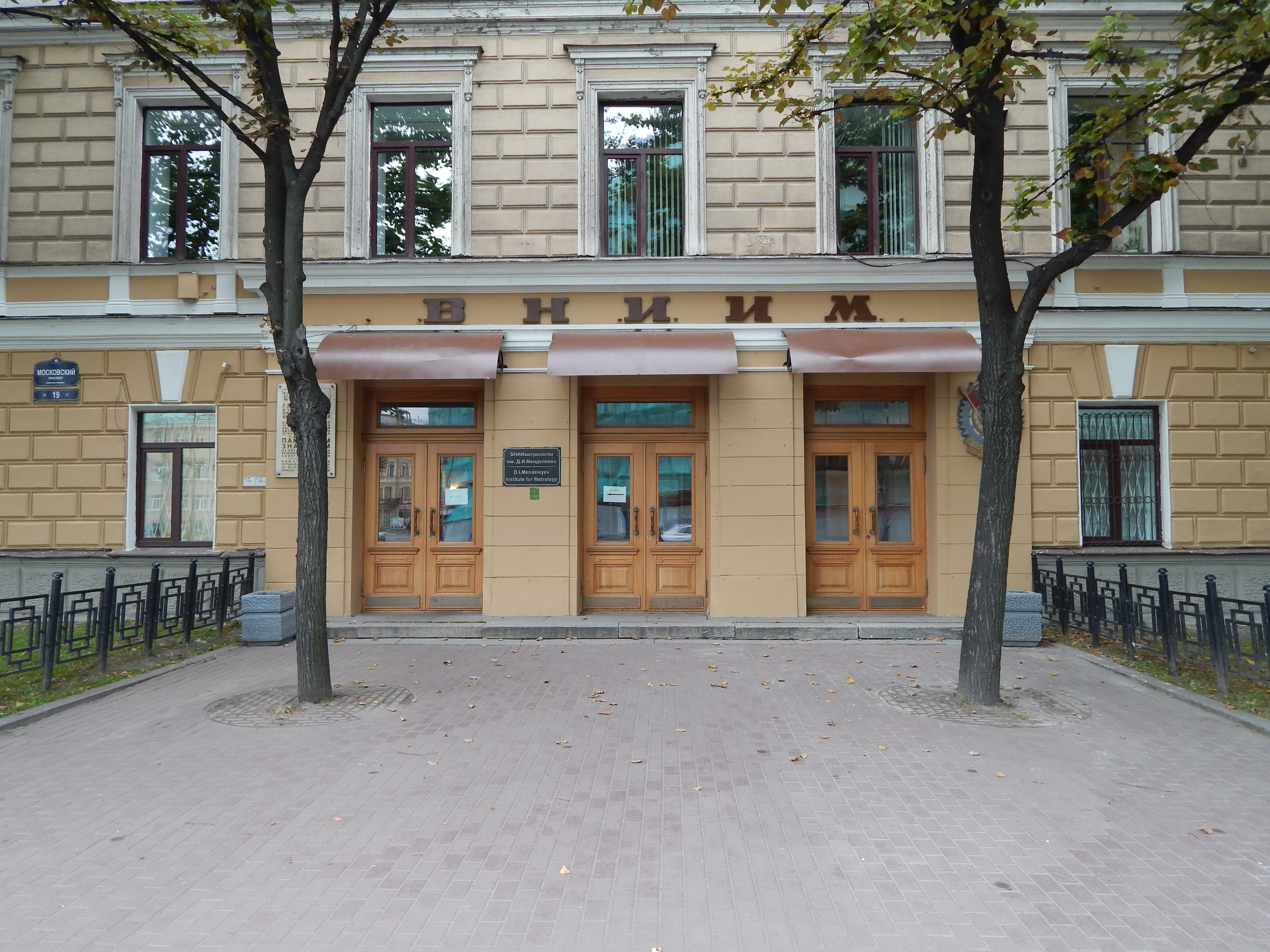
2013年的计量院。

计量院旧办公楼现为俄罗斯计量博物馆。

## 内设机构
致力于复制标准物理量单位并将其转移到工作测量仪器。
- 质量与力测量领域国家标准研究室
- 液体密度和粘度测量领域国家标准研究室
- 振动与冲击测量领域国家标准研究室
- 电路模式测量领域国家标准研究室
- 电路参数测量领域国家标准研究室
- 电力领域国家标准研究室
- 磁测量领域国家标准研究室
- 空气和水流速度和流量、热功率和热能国家标准研究室
- 热力学国家标准与科学研究部
- 理化测量领域国家标准与科学研究部
- 压力测量领域国家标准与科学研究部
- 线加速度、重力和角度测量领域国家标准与科学研究部
- 几何测量领域国家标准与科学研究部
- 电离辐射测量领域国家标准与科学研究部